# Уайт, Дэвид (английский футболист)
Дэвид Уайт (англ. David White; 30 октября 1967) — английский футболист, выступавший за клубы «Манчестер Сити», «Лидс Юнайтед» и «Шеффилд Юнайтед», а также за молодёжную, вторую и главную сборные Англии. Играл на позициях правого вингера или нападающего.

## Клубная карьера

### «Манчестер Сити»
Уроженец Эрмстона (на тот момент — графство Ланкашир), Уайт выступал за молодёжные футбольные команды «Уайтхилл» и «Солфорд Бойз», после чего присоединился к футбольной академии «Манчестер Сити». Когда Уайту исполнилось 18, он подписал с клубом контракт. Дэвид был членом «золотого поколения» «Манчестер Сити», выигравшего Молодёжный кубок Англии в 1986 году. 23 сентября 1986 года дебютировал в основном составе «Манчестер Сити» в матче второго раунда Кубка Футбольной лиги против «Лутон Таун». Вскоре стал игроком основного состава «Сити», выступая на позициях правого вингера или нападающего. По итогам сезона 1986/87 Уайт сыграл за «Сити» 24 матча и забил 1 гол, а его клуб выбыл во Второй дивизион. 7 ноября 1987 года в матче Второго дивизиона против «Хаддерсфилд Таун» стал одним из трёх игроков «Сити», сделавших хет-трик (наряду с Тони Эдкоком и Полом Стюартом); «Сити» разгромил соперника со счётом 10:1. В том сезоне Уайт забил 13 голов в лиге, а его команда заняла 9-е место во Втором дивизионе. В сезоне 1988/89 «Сити» занял второе место во Втором дивизионе и обеспечил себе право вернуться в высший дивизион чемпионата Англии (Уайт забил шесть голов в лиге). Лучшими годами Уайта считаются начало 1990-х, когда он отличался высокой скоростью и силовыми качествами. Тогда он обычно играл на позиции правого вингера в схеме с двумя нападающими. В сезонах 1991/92 и 1992/93 Уайт был лучшим бомбардиром «Манчестер Сити» (21 и 19 голов соответственно). 23 апреля 1991 года забил четыре гола в матче против «Астон Виллы», став первым игроком «Сити», забившим четыре мяча в одной игре лиги с 1977 года. Вскоре после этого он сыграл за вторую сборную Англии.
Уайт стал автором первого гола «Манчестер Сити» в Премьер-лиге (основанной в 1992 году) в матче против «Куинз Парк Рейнджерс» 17 августа 1992 года.
В общей сложности Уайт провёл за «Сити» 341 матч и забил 96 мячей.

### «Лидс Юнайтед»
27 декабря 1993 года перешёл в «Лидс Юнайтед» в обмен на Дэвида Рокасла. В составе йоркширского клуба провёл два года, но не смог закрепиться в основном составе. Провёл за команду 51 матч и забил 11 голов.

### «Шеффилд Юнайтед»
2 ноября 1995 года перешёл в «Шеффилд Юнайтед» за 500 тысяч фунтов. Провёл в команде два года, однако часто не играл из-за травм. Последнюю игру за клуб провёл в 1997 году в матче Кубка Футбольной лиги против «Рексема», вскоре после чего завершил карьеру из-за травмы. Всего провёл за «Юнайтед» 77 матчей и забил 14 голов.

## Карьера в сборной
16 февраля 1988 года дебютировал за сборную Англии до 21 года в матче молодёжного чемпионата Европы против Шотландии. 22 апреля 1988 года забил гол в ворота Шотландии. 18 октября 1988 года забил свой второй гол за молодёжную сборную в матче против Швеции.
27 апреля 1991 года дебютировал за вторую сборную Англии в матче против Исландии. 18 февраля 1992 года провёл свой второй матч за вторую сборную Англии (против Франции).
9 сентября 1992 года провёл свой единственный матч за главную сборную Англии в игре против сборной Испании.

## Личная жизнь
После завершения карьеры футболиста был управляющим директором собственной компании по переработке отходов White Recycling. Компания перешла под внешнее управление в 2015 году.
В ноябре 2016 года Уайт признался, что он был жертвой сексуального насилия со стороны футбольного тренера Барри Беннелла в конце 1970-х — начале 1980-х годов, когда он выступал за детско-юношескую футбольную команду «Уайтхилл» в Манчестере.